# Hasan al-Askari
Imam Hasan al-Askari (الإمام الحسن بن علي العسكري) (décembre 846–1er janvier 874) devint le onzième imam pour les chiites duodécimains et les alaouites.
Son nom propre était Al-Hasan ibn Ali ben Muhammad. Son existence est relatée dans plusieurs sources chiites et sunnites.

## Biographie
Imam Hasan al-Askari, le onzième imam des chiites, est né le lundi 8 Rabi II, 232 A.H. à Médine,. Son père est Ali al-Hadi (le dixième imam des chiites) et sa mère, la dame Salîl ou Hodaitha. Son titre al-Askari vient du mot arabe asker, qui signifie armée.
Il est empoisonné le vendredi 7 Rabi ’I, 260 A.H sur ordre du calife abbasside Al-Mutamid. Il est inhumé près de son père à Samarra en Irak.

## Imamat
Au moment de son martyre, il a 29 ans[réf. nécessaire]. Sa vie est composée de trois périodes :
- A 13 ans, il habite à Médine.
- Une période de 10 ans, où il habite à Samarra, au temps de l'imamat de son père Ali al-Hadi.
- Son imamat, de près de 6 ans (de 254 A.H. a 260 A.H.)[3].

## Mariage et descendance
Il est marié à une esclave, qui s'appelait Narjis. Leur mariage a donné naissance au 12e imam, Muhammad al-Mahdi. Celui-ci est son seul enfant.